# Catapulte électromagnétique
Cet article concerne la méthode de lancement spatial sans fusée. Pour la catapulte électromagnétique d'aide au décollage d'avions, voir EMALS.

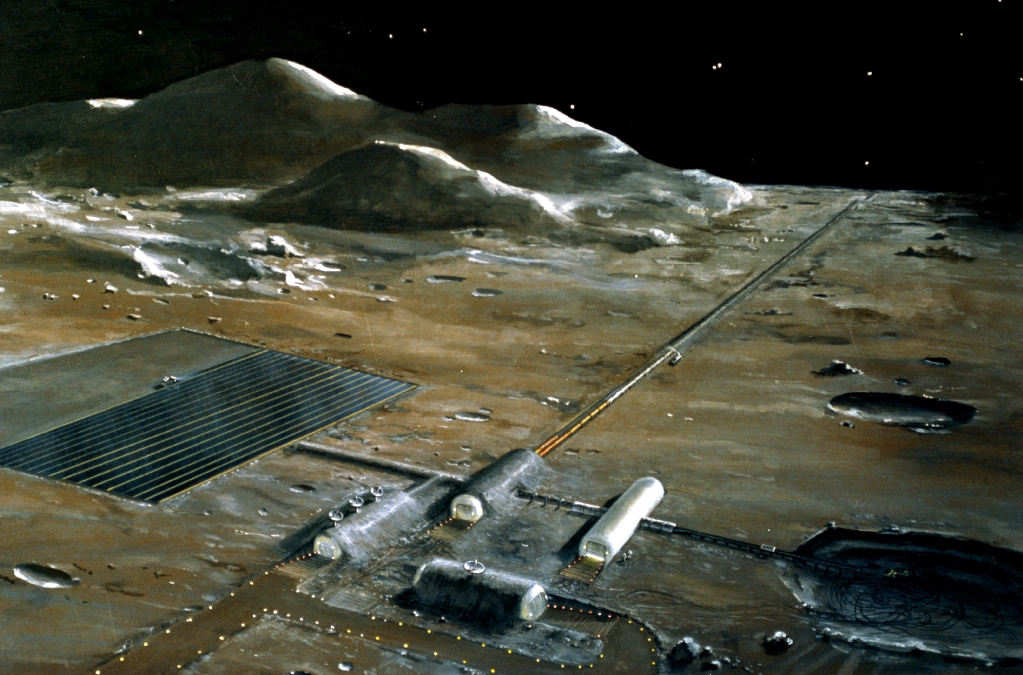
Une catapulte électromagnétique sur la Lune (vue d'artiste)

Une catapulte électromagnétique est une méthode proposée pour la propulsion spatiale sans fusée, qui utilise un moteur linéaire pour accélérer des charges à haute vitesse. 
Toutes les catapultes existantes, ou en projet, utilisent des bobines de fil électrique pour créer des électroaimants. 
Le déclenchement séquentiel d'une suite d'électroaimants accélère la charge, portée par un véhicule magnétique, le long d'une voie. Après avoir quitté le véhicule, la charge continue sur sa lancée par inertie, et le véhicule est récupéré.
Une autre variante utilise une petite catapulte à bord d'un vaisseau spatial pour projeter de la matière, et ainsi modifier la vitesse par réaction.
On peut aussi imaginer des catapultes miniaturisées utilisables comme des armes à feu conventionnelles.

## Histoire

### Un précurseur
La première catapulte électromagnétique apparue dans les documents écrits s'appelait « le canon électrique ». Ce canon électrique était décrit en détail dans un roman de science-fiction paru en 1897, A Trip to Venus (Un voyage vers Vénus), par John Munro, éd. Jorrold & Sons, Londres. Il se présentait comme un moyen de lancer des véhicules dans l'espace à partir du sol.
John Munro est également l'auteur de The Wire and the Wave (Le Fil et l'onde), The Story of Electricity (Histoire de l'électricité), etc.
Dans le livre, John Munro décrit en détail des bobines électriques alimentées par des solénoïdes, avec une synchronisation calculée pour éviter aux passagers une trop forte accélération. Le canon serait au besoin incliné en l'installant sur le flanc d'une colline. Ce livre décrit également en détail des choses étonnantes : des systèmes pour augmenter la vitesse et changer de direction à partir de fusées, de jets de gaz comprimé et même de balles qu'on tire à partir de la capsule, ainsi qu'un système d'aérofreinage pour l'arrivée dans l'atmosphère et des parachutes pour l'atterrissage.

### Premiers essais
Des prototypes de catapultes électroniques existent depuis 1976 (Catapulte électromagnétique 1 (en) à MIT). La plupart ont été construites par le Space Studies Institute américain afin de prouver leurs propriétés et leur caractère pratique. Un tel système pourrait notamment être utilisé pour propulser un vaisseau spatial.

## Principes de fonctionnement
Les catapultes électromagnétiques réelles emploient en général des bobines supraconductrices qui fournissent une bonne efficacité énergique (environ 50 % de l'énergie électrique de départ étant transformée en énergie cinétique de la charge projetée). 
La meilleure performance connue est obtenue avec une catapulte avec des projectiles dont le véhicule est une bobine en aluminium. Les bobines fixes de la catapulte induisent des courants de Foucault (paramagnétisme) dans la bobine du véhicule, puis agissent sur le champ magnétique résultant, en repoussant fortement le projectile, en avant si la synchronisation est bonne. 
La catapulte est composée de deux sections : 
- Dans la plus grande partie de l'accélération, les bobines sont disposées à intervalles réguliers et synchronisent leurs courants avec la bobine projetée. Dans cette section, l'accélération augmente en même temps que la vitesse, jusqu'à un certain maximum.
- Quand on atteint le maximum de l'accélération souhaitable, la charge à projeter arrive dans une région d'accélération constante. Dans cette partie, les bobines sont disposées à distances croissantes, ce qui permet de fournir une augmentation régulière de la vitesse par unité de temps.

Dans les prototypes, le véhicule est ralenti, récupéré et réutilisé. L'utilisation de véhicules jetables permettrait d'utiliser toute la longueur de la voie pour l'accélération.

## Usages

### Catapultes fixes
À l'heure actuelle, les catapultes électromagnétiques ne fonctionnent en général bien que sur de petits objets, propulsés à quelques kilomètres par seconde ; par exemple 1 kg à 2,5 km/s. Des objets plus lourds seront projetés plus lentement, tandis que de très petits objets peuvent être projetés à plus de 20 km/s. 
En stockant l'énergie dans des bobines supraconductrices, on pourrait envisager d'accélérer un projectile de 20 kg à 10,5 km/s avec une efficacité de conversion de 80 % et une accélération de 5 600 g. Les limites de ces catapultes sont généralement le coût des circuits de commutation rapide du courant (gros circuits intégrés) et celui de l'alimentation et du stockage provisoire de l'énergie électrique. L'emploi de catapultes électromagnétiques pour propulser des véhicules d'une tonne ou plus sur orbite depuis la Terre est donc peu susceptible d'être rentable dans un avenir proche.
La difficulté vient essentiellement de la forte pesanteur et de l'épaisseur de l'atmosphère de la Terre. Aussi, des propositions ont été faites pour installer des catapultes électromagnétiques sur la Lune où la plus faible pesanteur et l'absence d'atmosphère réduiraient de manière significative les coûts.
Avec ce système, on pourrait envisager des catapultes électromagnétiques pour transporter du matériel, à partir de la Lune, pour l'habitat dans l'espace, en utilisant l'énergie solaire. Le Space Studies Institute a prouvé que cette application pourrait fonctionner.
Contrairement aux installations spatiales, une catapulte sur Terre peut avoir des centaines de km, et atteindre des vitesses intéressantes sans infliger d'accélération excessive aux passagers. La voie peut être longue et horizontale, dirigée vers le haut au bout, en partie par une courbure effective de la voie, et en partie en utilisant la courbure de la Terre.
Des reliefs naturels, comme des montagnes, peuvent faciliter la construction de l'extrémité distante, dirigée vers le haut. Plus la voie se termine haut, moins le projectile subira la résistance de l'atmosphère. En étant situé près de la surface de la Terre, une catapulte peut être plus facile à entretenir que d'autres systèmes. Cependant, il faut noter l'intérêt de le loger à l'intérieur d'un tube à vide afin de diminuer la traînée aérodynamique. Ceci implique une installation de pompage conséquente.
On décrit aussi des projets de voie circulaire, qui permettraient de diminuer l'infrastructure et la puissance moyenne consommée, en accélérant moins fort mais plus longtemps.
Pour construire une catapulte électromagnétique sur Terre, on pourrait envisager un compromis : la catapulte accélèrerait le projectile jusqu'à une certaine vitesse, puis libèrerait la charge, qui complèterait la poussée par ses propres moyens (p.ex. fusées). Cela réduirait fortement la poussée nécessaire à un lancement, et permettrait de profiter des avancées technologiques des composants des trains à sustentation magnétique.

### Catapultes montées sur engins spatiaux
Un vaisseau spatial pourrait se servir d'une catapulte électromagnétique comme moteur primaire. Avec une source appropriée de courant électrique (par exemple un réacteur nucléaire), la catapulte pourrait accélérer n'importe quel type de matière (ou presque) dans une certaine direction, ce qui accélèrerait, selon les lois de la réaction de Newton, le vaisseau dans la direction opposée. 
Il ne semble pas y avoir de limite théorique à la taille ou à la puissance des catapultes, et donc à la vitesse atteignable. Cependant, le rendement énergétique diminue aux très hautes vitesses d'éjection. Pour les catapultes fixes, le rendement est l'énergie communiquée au projectile, rapportée à l'énergie consommée, et peut atteindre 50 %. Pour les catapultes embarquées, c'est l'énergie communiquée au véhicule spatial, rapportée à l'énergie consommée.
L'énergie consommée pour éjecter une « masse d'appui » m à une vitesse v est mv²/2, tandis que l'impulsion de recul, donnant la poussée, est q = mv. Pour une poussée q donnée, l'énergie consommée est donc qv/2, mais la masse consommée est q/v. Il faut donc faire un compromis pour choisir v selon le « coût » de l'énergie et celui de la masse.
Malgré cette difficulté, un tel système pourrait se révéler très utile dans le cadre de voyages en espace profond, par exemple interstellaires. En effet, il peut utiliser quasiment n'importe quel matériau déniché en chemin comme masse d'appui, et libérerait donc les vaisseaux de l'obligation d'emporter avec eux de grandes quantités de matière pour cet usage. Cependant, la rareté de la matière solide dans l'espace obligerait toutefois le vaisseau à faire des escales sur des planètes, comètes ou astéroïdes, avec les dépenses supplémentaires en matière, nécessaires pour se poser sur l'astre en question et en repartir. 
Un autre problème existe : cette masse d'appui, propulsée à des vitesses extrêmement élevées, et dotée d'une énergie cinétique considérable, pourrait être très dangereuse en cas de collision avec une planète ou un véhicule. Pour éviter ce problème, l'emploi de poussières très fines est envisagé, ainsi que la propulsion des masses d'appui à une vitesse résiduelle suffisante – supérieure à 42 km/s – pour qu'elles quittent rapidement le système solaire et ne demeurent pas longtemps un danger pour les activités humaines.

### Catapultes hybrides
Une autre utilisation possible de ce système pour la propulsion est l'usage d'une catapulte électromagnétique montée sur un vaisseau spatial qui recevrait et renverrait en sens inverse de la matière qui lui serait envoyée par une seconde catapulte restée au point de départ du vaisseau.
La masse de réaction effectuant en permanence des aller-retour, chaque accélération et décélération augmenterait l'énergie cinétique et la vitesse du vaisseau. De cette façon, le véhicule n'aurait à emporter avec lui que très peu de masse d'appui, et le système ne nécessiterait même qu'une quantité réduite d'énergie électrique. D'autre part la catapulte de départ pourrait également être employée pour expédier au vaisseau du carburant pour ses divers moteurs et propulseurs. Malgré des difficultés de réalisation certaines, notamment de précision de visée, ce système est donc assez prometteur sur le papier.
Ce système d'aller-retour s'apparente au concept de fontaine spatiale, qui permet, selon le même principe d'échange de projectiles, de soutenir une tour de plusieurs centaines de km de haut.

### Usages militaires
Les militaires effectuent des recherches à propos des moteurs linéaires à grande accélération. Ceux-ci pourraient être utilisés afin de propulser des munitions à très grande vitesse, à même de percer les blindages. 
Ces armes étant de conception assez simple et ne nécessitant qu'une quantité d'énergie assez réduite, 
elles pourraient atteindre une taille très élevée et être utilisées par exemple pour tirer directement sur des cibles dans l'espace ou pour bombarder la surface d'une planète depuis une orbite. Il est aussi possible d'envisager des tirs « au-delà de l'horizon » (tirs indirects) ou depuis une planète proche, telle qu'une lune.
Il est aussi possible de propulser des aéronefs depuis des porte-avions en utilisant la technologie EMALS.

## Dans la culture populaire

### Littérature
- Dans Révolte sur la Lune (1966) de Robert Heinlein, les insurgés lunaires utilisent des catapultes électromagnétiques pour envoyer des cargos de matière première puis pour bombarder avec des rocs la Terre.
- Dans Extras (2008) de Scott Westerfeld, des catapultes électromagnétiques construites à l'intérieur de montagnes sont utilisées pour projeter des blocs de métal de plusieurs tonnes en orbite autour de la Terre.

### Manga
- Dans Gundam Seed et Gundam Seed Destiny, les Mass Driver sont de puissantes catapultes électromagnétiques.
- Dans plusieurs séries Gundam, les vaisseaux en utilisent pour lancer leurs Mobile Suits.

### Jeux vidéo
- Dans OGame, parmi les défenses au sol disponibles on peut construire des canons Gauss qui sont des catapultes électromagnétiques.
- Dans Final Fantasy VIII, on peut apercevoir une catapulte lors d'une cinématique qui sert notamment à mettre en orbite la prison d'Adel à l'aide de trois vaisseaux de type « Hydre ».

### Autre
- Le parc Europapark en Allemagne a développé et se sert d'un système d'accélérateur électromagnétique linéaire au niveau des rails de l’attraction « Blue Fire », afin de pouvoir propulser les wagons a grande vitesse dès le début d'un circuit de montagnes russes.[réf. souhaitée].